# Maximilian von Busse
Rudolf Maximilian von Busse (* 29. Juli 1783 in Herrnlauersitz, Landkreis Guhrau; † 2. Mai 1864 in Görlitz) war ein preußischer Generalleutnant.

## Leben

### Herkunft
Maximilian war ein Sohn von Christian Daniel von Busse (1746–1816) und dessen Ehefrau Juliane Beate Sophie, geborene von Schickfus (1746–1816). Sein Vater war Herr auf Neuguth, Wengeln und Mühlheide sowie Landesältester und Marschkommissar des Kreis Sprottau sowie 1. Kammerdirektor in Schlesien. Der Generalmajor Ewald von Busse (1776–1852) war sein Bruder.

### Militärkarriere
Busse trat am 1. März 1797 als Gefreitenkorporal in das Füsilierbataillon „von Pelet“ der Preußischen Armee ein und avancierte bis Mitte Juni 1800 zum Sekondeleutnant. Im Vierten Koalitionskrieg kämpfte er im Gefecht bei Saalfeld und wurde in der Schlacht bei Jena am linken Arm verwundet. Er konnte sich aber nach Danzig durchschlagen, wo er an der Verteidigung der Stadt teilnahm. Er kämpfte dann noch im Gefecht bei Preußisch Stargard. Nach dem Frieden von Tilsit wurde Busse am 5. November 1807 mit Patent vom 8. Juni 1807 Premierleutnant. Am 20. Dezember 1808 erhielt er aber seinen Abschied und Ende August 1811 den Charakter als Stabskapitän.
Mit Beginn der Befreiungskriege kam Busse am 4. März 1813 in das 11. Reservebataillon des 2. Schlesischen Infanterie-Regiments. Bereits am 1. Juli 1813 wurde er in das 11. Reserve-Infanterie-Regiment versetzt und stieg Mitte September 1813 zum Kapitän und Kompaniechef auf. Während des Krieges nahm er an den Kämpfen bei Dresden, Leipzig, Vigny und Waterloo sowie den Belagerungen von Erfurt, Philippeville, Mezieres, Langwy und der Blockade von Givet teil. Für Kulm erhielt er das Eiserne Kreuz II. Klasse und für Ligny das Kreuz I. Klasse sowie den Orden des Heiligen Wladimir IV. Klasse.
Wegen seiner schwachen Gesundheit wurde Busse nach dem Krieg am 5. April 1816 als Major in das 27. Infanterie-Regiment versetzt. Am 21. Dezember 1818 kam er dann als Kommandeur des II. Bataillons in das 2. Reichenbacher Landwehr-Regiment. Am 12. März 1820 wurde er Kommandeur des III. Bataillons im 7. Landwehr-Regiment. Busse erhielt Ende Februar 1828 eine Prämie von 300 Talern, stieg bis Ende März 1835 zum Oberst auf und wurde mit dem Orden der Heiligen Anna II. Klasse ausgezeichnet.
Am 11. März 1836 wurde er zunächst als Zweiter Kommandant nach Magdeburg versetzt und am 30. März 1837 zum Kommandanten von Wittenberg ernannt. In dieser Stellung erfolgte am 10. September 1840 seine Beförderung zum Generalmajor und am 23. September 1844 erhielt er den Roten Adlerorden II. Klasse mit Eichenlaub sowie am 6. Mai 1847 eine Zulage von 500 Talern. Als König Friedrich Wilhelm IV. im Jahr 1845 Wittenberg besuchte, nächtigte er im Haus des Generals. Dieser nahm am 13. Mai 1848 seinen Abschied mit dem Charakter als Generalleutnant und gesetzlicher Pension. Er starb am 2. Mai 1864 in Görlitz.

### Familie
Busse heiratete am 20. Januar 1809 in Wolfshagen, Landkreis Bunzlau, Konstanze von Schickfus (1786–1852). Das Paar hatte mehrere Kinder:
- Erwin (1815–1858), Hauptmann
- Rudolf Julius Ferdinand Konstantin (1817–1890), Oberstleutnant ⚭ Anna Ida von Schwerdtner (1820–1895)
- Julia (1819–1873) ⚭ Albert Ritz
- Konstantin (1820–1897), preußischer Generalleutnant ⚭ Mathilde Witting (* 1830)
- Elise (1821–1872) ⚭ Hermann Küster
- Max (* 1828), nach Amerika ausgewandert